# Calystegia sepium subsp. sepium
Calystegia sepium subsp. sepium é uma subespécie de planta com flor pertencente à família Convolvulaceae.

Os seus nomes comuns são bons-dias, campainhas-brancas, corriola-das-sebes, corriola-grande, corriola-maior, madrugadas, trepadeira, trepadeira-das-balças, trepadeira-das-sebes ou trepadeira-dos-tapumes.

## Portugal
Trata-se de uma subespécie presente no território português, nomeadamente em Portugal Continental, no Arquipélago dos Açores e no Arquipélago da Madeira.
Em termos de naturalidade é nativa de Portugal Continental e introduzida nos Arquipélago dos Açores e da Madeira.

## Protecção
Não se encontra protegida por legislação portuguesa ou da Comunidade Europeia.